# Duché de Berg
Pour les articles homonymes, voir Berg.
1101–1806
Entités précédentes :
- Basse-Lotharingie

Entités suivantes :
- Grand-duché de Berg

Le duché de Berg (en allemand : Herzogtum Berg), qui était, jusqu'en 1380, le comté de Berg, est un ancien duché du Saint-Empire romain. Créé sous le comte Adolphe Ier issu de la maison de Berg en 1101, il fut incorporé dans le cercle du Bas-Rhin-Westphalie au début du XVe siècle.
Le duché se trouvant pour une longue période en état d'union personnelle avec le duché de Juliers a existé jusqu'à 1806, lorsqu'il a été dissout pour former le grand-duché de Berg, un État satellite de la France impériale. 

## Situation géographique

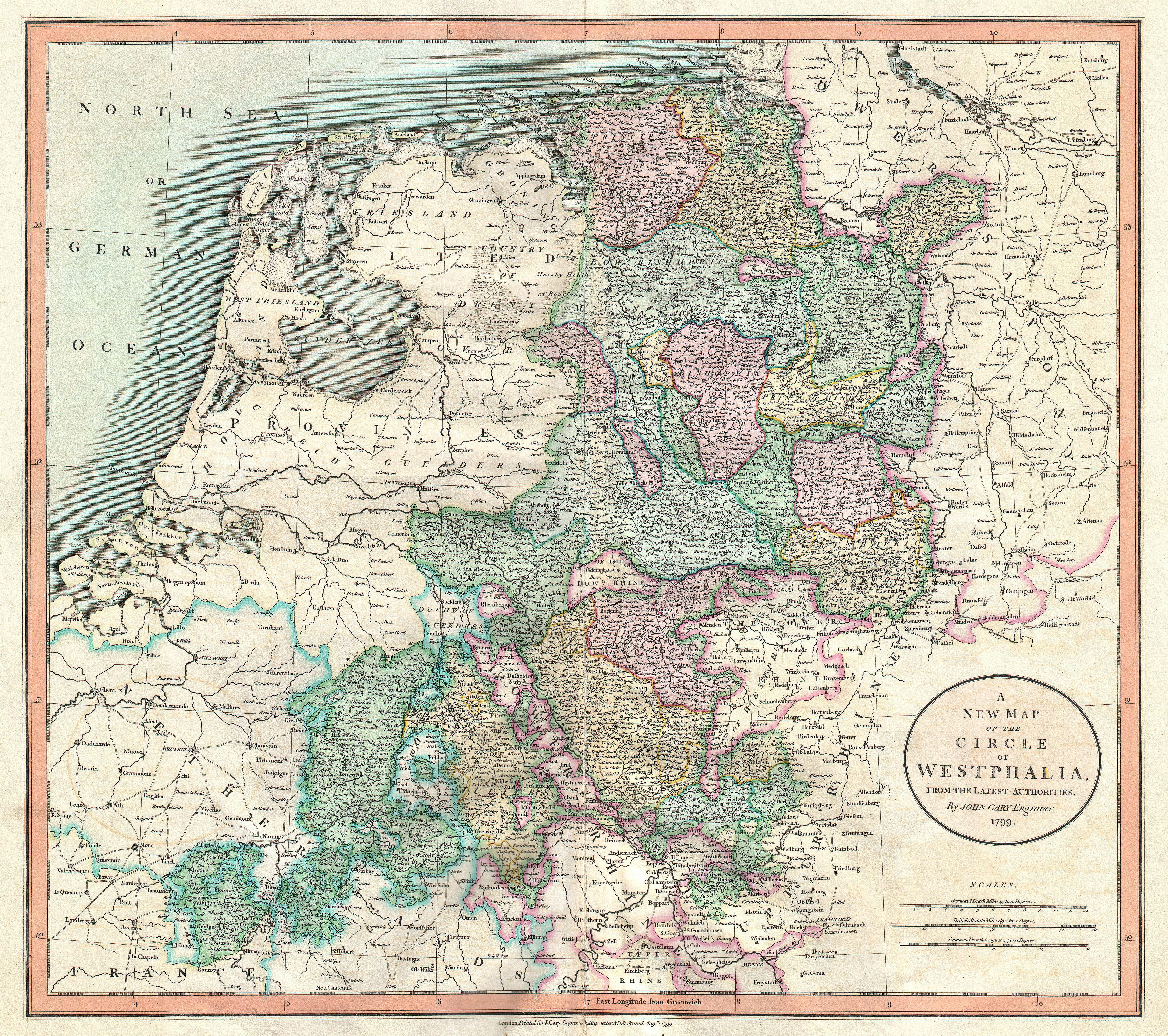
Le duché de Berg (en jaune) dans le cercle du Bas-Rhin-Westphalie.

En 1800, le duché de Berg regroupait 262 000 habitants sur une superficie de 2 975 km2 et se situait dans le territoire lotharingien sur la rive droite du Rhin. Il se trouva entre le duché de Clèves, l'abbaye d'Essen et l'abbaye de Werden au nord, le comté de la Marck, le duché de Westphalie et le comté de Gimborn à l'est, ainsi que l'électorat de Cologne et le comté de Moers à l'ouest.
À l'ouest, ses frontières occidentales suivent le Rhin, à quelques exceptions près (notamment les localités de Deutz, Poll, Vingst et Kalk appertenant à Cologne) ; au nord, à peu près à la hauteur de la Ruhr, au sud à Bad Honnef. À l'est, la frontière avec les domaines westphaliens suit plus ou moins une ligne Schwelm - Wipperfürth - Gummersbach. 
Le territoire de l'ancien duché, appelé pays de Berg, s'étend le long de la rivière Wupper dans le massif schisteux rhénan. Il appartient aujourd'hui en grande partie aux districts de Düsseldorf et de Cologne au sein du land de Rhénanie-du-Nord-Westphalie.

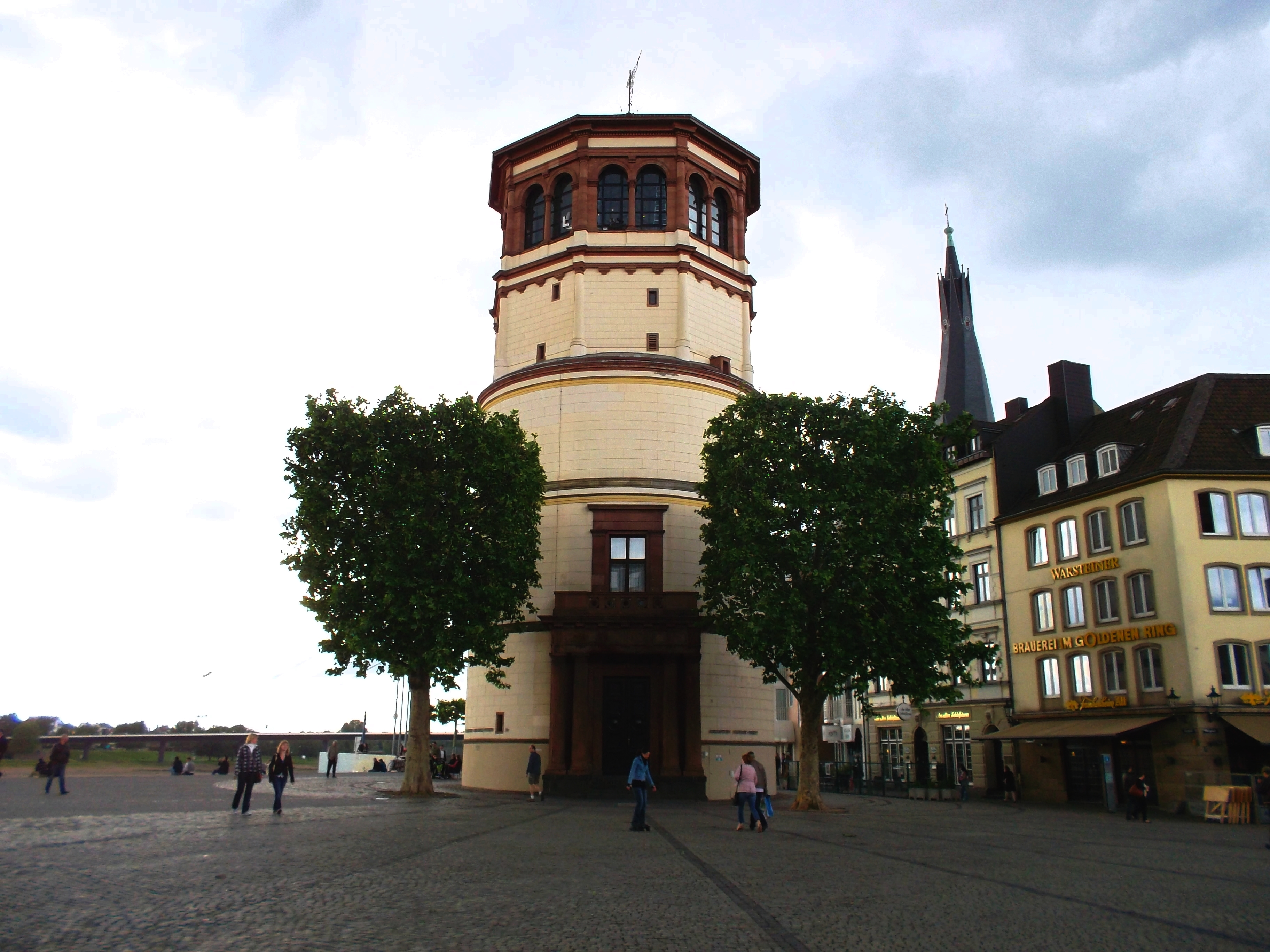
Tour du château de Düsseldorf.

Les villes principales étaient Gerresheim, Elberfeld, Solingen, Lennep, Radevormwald, Wipperfürth et Siegburg. La résidence des comtes puis ducs de Berg était au château de Berge près d'Altenberg, le château de Burg près de Solingen (construit au XIIe siècle) et, à partir de 1386, le château de Düsseldorf au bord du Rhin.

## Histoire
Dans l'Antiquité, le territoire était occupé par le peuple des Ubiens. Un comté apparaît au XIIe siècle, qui se transmet dans les familles de Limbourg (1221), de Ravensberg (1348), de Juliers (1384), de Clèves (1511) et de Palatinat-Neubourg (1632).
En 1806, il est cédé à Napoléon Ier qui l'érige en grand-duché en faveur de Joachim Murat. Au traité de Vienne (1815), il est cédé au royaume de Prusse.

## Armoiries

Lion de Berg.

Les comtes de Berg de la famille de Limbourg portaient : d'argent au lion de gueules, la queue fourchée passée en sautoir, armé, lampassé et couronné d'or.

## Sources
- Louis Charles Dezobry et Théodore Bachelet, Dictionnaire de Biographie et d’Histoire, Paris, 1863 [détail de l’édition]